# Adelaide Borghi-Mamo

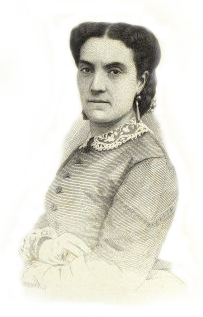
Adelaide Borghi-Mamo

Adelaide Borghi-Mamo, född 9 augusti 1826 och död 29 september 1901, var en italiensk operasångare.
Borghi-Mamo utbildades under ledning av Francesca Festa i Milan, och debuterade 1843 i Urbino, och uppträdde därefter med storframgång i Italien. Hon sjöng 1853 i Wien och var därefter anställd i Paris, dels vid italienska, dels vid stora operan, där hon vann stora segrar.